# 高島氏
高島氏（たかしまし）は、日本の武家。宇多源氏（近江源氏）佐々木氏流。佐々木信綱の次男高島高信を祖とする。近江国高島郡より発祥。居城は清水山城。

## 概要
高信の後は長男の泰信が高島氏を継承した。泰信は鎌倉幕府に仕える名門の御家人として活躍した。
弘安8年（1285年）の霜月騒動で高信の二男頼綱が内管領平頼綱側に参陣して武勲を立て出羽守に任ぜられたことからその地位は急激に向上し、高島郡のうち朽木谷を分与され、子の義綱から朽木氏を名乗った。高島氏はそのほか永田氏・平井氏・横山氏・田中氏などの分家を輩出した。別系の山崎氏を一族に加えて高島七頭を形成し、西近江に勢力を張った。
高島本家を継いだ泰信の嫡男泰氏も幕府の推挙により越中守に任じられるなど、家格は幕府内で上昇している。佐々木惣領家の六角氏からも佐々木苗字の公称を許されて高島庶子家とは区別されており、越中守の官職を代々世襲したことから佐々木越中氏（家）と呼ぶこともある。
京都に近い西近江に地盤・戦闘力を有することから在京御家人の名門として重んじられ、室町時代にも幕府奉公衆・外様衆として存続、足利将軍家の直属部隊として重用された。北近江十二の関の関守も独占して勢力を拡大した。
戦国時代に入ると戦国大名化を果たした六角氏の傘下に田中氏・朽木氏らとともに入って勢力を維持したが、六角氏の滅亡により没落した。

## 備考
嫡流家とのつながりは不明だが、北畠一門神戸具盛の子孫が一族の名跡を継承し、子孫は紀州徳川家に仕えた。